# Estación de Monte das Flores
La Estación Ferroviaria de Monte das Flores, igualmente conocida como Estación de Monte das Flores, es una estación de ferrocarriles de la Línea de Évora, que sirve a la localidad de Monte das Flores, en el ayuntamiento de Évora, en Portugal.

## Características
En enero de 2011, contaba con dos vías de circulación, ambas con 1105 metros de longitud; solo la primera línea presentaba una plataforma, que tenía 35 metros de extensión y 70 centímetros de altura.

## Historia
Esta plataforma se inserta en el tramo entre Casa Branca y Évora de la Línea de Évora, que fue inaugurado el 14 de septiembre de 1863.